# PL/SQL
In informatica il PL/SQL (Procedural Language/Structured Query Language) è un linguaggio di programmazione proprietario (per database di Oracle Corporation), procedurale, server-based, estensione dell'SQL. Linguaggi simili al PL/SQL sono inclusi in altri database management system SQL. La sintassi è fortemente simile a quella del linguaggio di programmazione Ada.

## Funzionalità
Il PL/SQL supporta le variabili, condizioni, e gestisce le eccezioni. Le implementazioni dalla versione 8 di Oracle RDBMS hanno messo enfasi su l'object-orientation.
Le funzioni SQL sottostanti sono come programmi dichiarativi. Il linguaggio SQL standard - diversamente da alcuni linguaggi di programmazione funzionali - non richiede implementazioni per convertire le chiamate ricorsive in salti.cSQL non fornisce prontamente i puntatori alla "prima riga" e al "resto della tabella", e non può eseguire facilmente costrutti come cicli.
Il PL/SQL invece, come un linguaggio procedurale Turing-complete, permette agli sviluppatori dei database Oracle di interfacciarsi con il sottostante database in maniera imperativa. Gli statements SQL possono effettuare chiamate inline in modo esplicito alle funzioni PL/SQL, o possono lanciare triggers PL/SQL in caso di predefiniti eventi Data Manipulation Language (DML).
Il PL/SQL ha diversi packages predefiniti, i più importanti sono:
- DBMS_OUTPUT- per le operazioni di output
- DBMS_JOBS- per far lanciare specifiche procedure o funzioni ad un particolare tempo, ad esempio lo scheduling
- DBMS_XPLAN- per formattare un output "Explain Plan"
- DBMS_SESSION
- DBMS_METADATA

In ogni release di Oracle RDBMS, la Oracle Corporation aggiunge packages contenenti nuove funzionalità.

## Struttura base del codice
I programmi PL/SQL sono strutturati a blocchi. I blocchi hanno questa forma generale:
```
declare

    
-- Blocco di dichiarazione (opzionale)

begin

   
-- Codice da eseguire

exception

   
-- Gestione eccezioni(opzionale)

end
;

/* Esempi di commenti

multilinea.. */

--commento su singola linea

```

La sezioneDECLAREspecifica i tipi di dato delle variabili, delle costanti, delle collezioni e i tipi definiti dall'utente.
Il blocco tra BEGIN ed END specifica il codice da eseguire.
Le eccezioni possono essere di due tipi:
1. eccezioni predefinite
2. eccezioni definite dall'utente.

I programmatori possono lanciare le eccezioni definite dall'utente in modo esplicito con il commando RAISE:
```
RAISE
 
<
nome_dell_eccezione
>

```

L'Oracle Corporation ha predefinito numerose eccezioni, ad esempio NO_DATA_FOUND, TOO_MANY_ROWS, ecc.
Ogni eccezione ha un SQL Error Number e un SQL Error Message associato. I programmatori possono accedere a questi dati con le funzioni SQLCODE e SQLERRM.

## Variabili
La sezione DECLARE definisce le variabili, ed eventualmente le inizializza. Se non inizializzate avranno il loro valore di default, ad esempio null o zero.
Per esempio:
```
declare

    
numero1
 
number
(
2
);

    
numero2
 
number
(
2
)
 
:
=
 
17
;

    
testo
 
varchar2
(
12
)
 
:
=
 
'Ciao Mondo'
;

begin

    
select
 
numero_civico
 
into
 
numero1
 
from
 
indirizzi
 
where
 
nome
=
'Mario'
;

end
;

```

Il simbolo := funziona come un operatore di assegnamento, per memorizzare un valore in una variabile.
I tipi di dato più usati sono NUMBER, INTEGER, VARCHAR2, DATE, TIMESTAMP ecc.

### Variabili numeriche
```
nome_variabile
 
number
(
P
,[
S
])
 
:
=
 
valore
;

```

Per definire una variabile numerica il programmatore può usare il tipo NUMBER.
In questo caso è anche possibile definire la precisione (P) e la scala (S). La precisione indica quante cifre saranno utilizzate per rappresentare il numero. La scala indica quante di quelle cifre sono decimali. Per esempio, 3,1416 è composto da una precisione 5 e una scala 4.
Altri tipi numerici abbastanza comuni sono
dec, decimal, double precision, integer, int, numeric, real, smallint, binary_integer, pls_integer

### Variabili testuali
```
nome_variabile
 
varchar2
(
L
)
 
:
=
 
'Testo'
;

```

Per definire una variabile di tipo testuale, si può usare il tipo VARCHAR2, con eventualmente tra parentesi il numero massimo di caratteri.
Altri tipi di variabile testuale includono: 
varchar, char, long, raw, long raw, nchar, nchar2

### Variabili booleane
```
nome_variabile
 
boolean
 
:
=
 
true
;

```

Le variabili booleane possono avere i seguenti valori TRUE, FALSE o NULL.

### Variabili temporali
```
nome_variabile
 
date
 
:
=
 
'01-Gen-2005'
;

```

I programmatori possono definire una variabile di tipo data usando il tipo DATE.
Il DBMS Oracle fornisce la funzione to_date per convertire le stringhe in date.
Ad esempio: 
```
to_date
(
'31-12-2004'
,
'dd-mm-yyyy'
)

```

Per convertire le date in testo si può usare la funzione to_char ( date, format_string ).

### Tipi di dati per specifiche colonne
```
Nome_variabile
 
nome_tabella
.
nome_colonna
%
type
;

```

Questa sintassi definisce una variabile dello stesso tipo della colonna a cui si riferisce nella dichiarazione.

### Tipi dato definiti dall'utente
I programmatori possono definire tipi di dato con la seguente sintassi:
```
type
 
data_type
 
is
 
record
(
field_1
 
type_1
 
:
=
xyz
,
 
field_2
 
type_2
 
:
=
xyz
,
 
...,
 
field_n
 
type_n
 
:
=
xyz
);

```

Per esempio:
```
declare

    
type
 
t_indirizzo
 
is
 
record
(

        
nome
 
indirizzi
.
nome
%
type
,

        
via
 
indirizzi
.
via
%
type
,

        
numero_civico
 
indirizzi
.
numero_civico
%
type
,

        
codice_postale
 
indirizzi
.
codice_postale
%
type
);

    
v_indirizzo
 
t_indirizzo
;

begin

    
select
 
nome
,
 
via
,
 
numero_civico
,
 
codice_postale
 
into
 
v_indirizzo
 
from
 
indirizzi
 
where
 
rownum
 
=
 
1
;

end
;

```

Questo semplice programma definisce il proprio tipo di dato, t_indirizzo, il quale contiene dei campi nome, via, numero_civico e codice_postale.
Usando questi tipi di dato il programmatore ha definito una variabile chiamata v_indirizzo ed ha prelevato il suo valore dalla tabella INDIRIZZI.
I programmatori possono richiamare i singoli attributi, come in una struct, attraverso la dot-notation, ad esempio:
```
v_indirizzo
.
via
 
:
=
 
'Via Rossi'
;

```

Il PL/SQL permette anche di definire classi e instanziarle come oggetti, questo lo rende simile ai linguaggi di programmazione orientati agli oggetti. In PL/SQL una classe è chiamata Advance Data Type (ADT), è definita come un tipo SQL Oracle, diversamente dai tipi definiti dall'utente, permettendo di usarli sia in SQL che in PL/SQL. Il costruttore e i metodi sono scritti in PL/SQL. L'oggetto può essere salvato in una colonna di database Oracle.

## Linguaggi simili
Anche altri DBMS hanno dei linguaggi associati. Sybase e il suo derivato Microsoft SQL Server hanno Transact-SQL, PostgreSQL ha PL/pgSQL (che cerca di emulare PL/SQL), DB2 include SQL Procedural Language e MySQL ha una versione di SQL molto simile a PL/SQL.
PL/SQL assomiglia da vicino al Pascal. La struttura a packages alla struttura base del Pascal, o alle unità Delphi.